# Dunkleosteus
Genre
Dunkleosteus (littéralement, « os de Dunkle (en) ») est un genre fossile de grands Placodermes arthrodires ayant vécu durant le Dévonien supérieur (382-358 millions d'années). De nombreux fossiles ont été découverts en Amérique du Nord, en Pologne, en Belgique et au Maroc.
Le genre comprend une dizaine d'espèces, dont certaines figurent parmi les plus grands Placodermes connus. La taille de D. terrelli a longtemps été surestimée avec une taille maximale estimée à 9 m de long pour un poids de 4 t
,. Depuis 2023, une étude sérieuse revue par les pairs est revenue à des estimations plus réalistes, de l'ordre de 3 à 4 mètres pour une masse allant de 1,2 t à 1,8 t. Cette étude, menée par Engelman, met en lumière les méthodes peu fiables qui ont mené à des surestimations de l'ordre de 7 à 9 mètres, elles-mêmes amplifiées par des phénomènes de surenchères médiatiques qui ont fini par s'imposer dans les médias populaires.

## Description

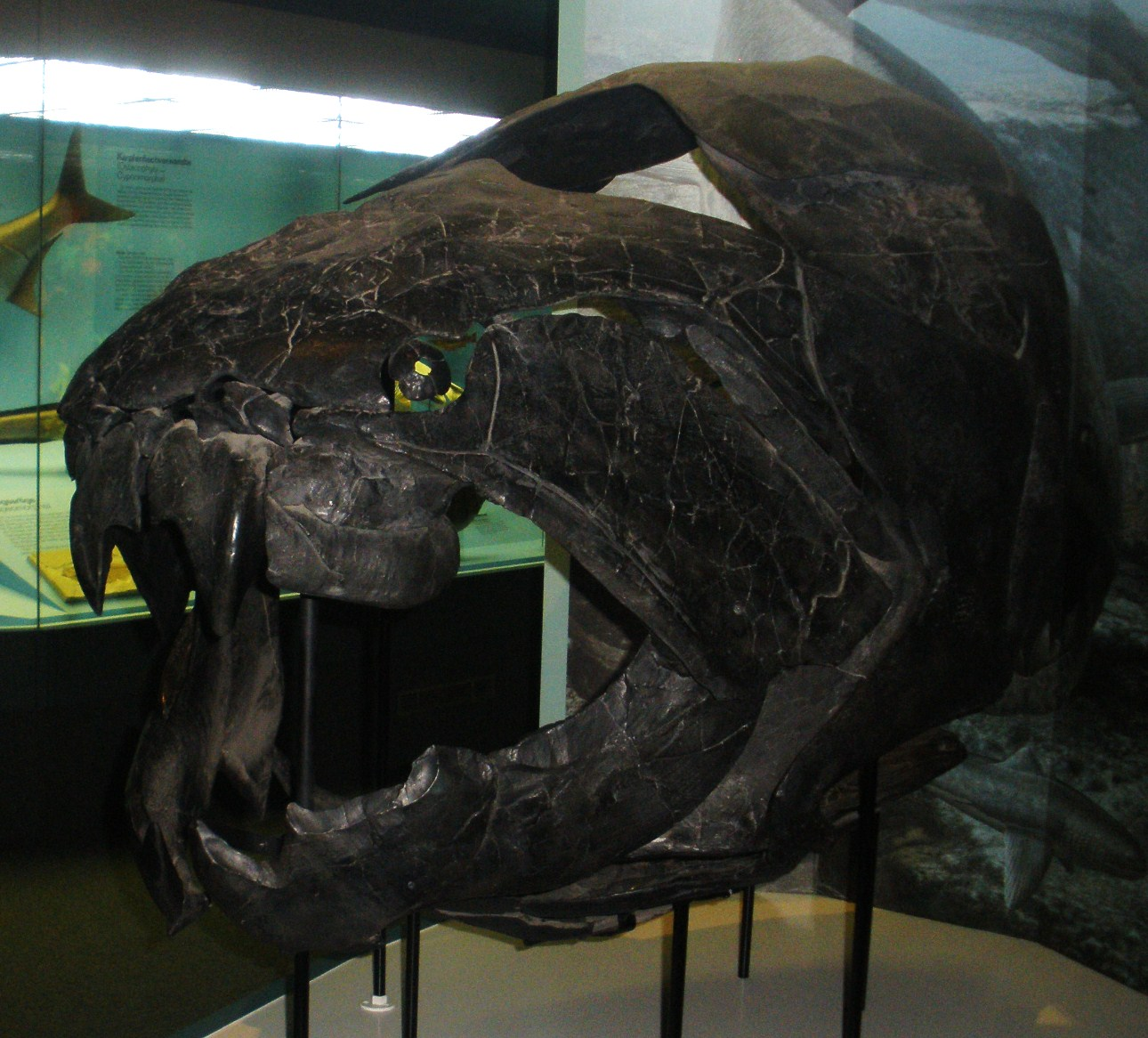
Crâne de Dunkleosteus terrelli.
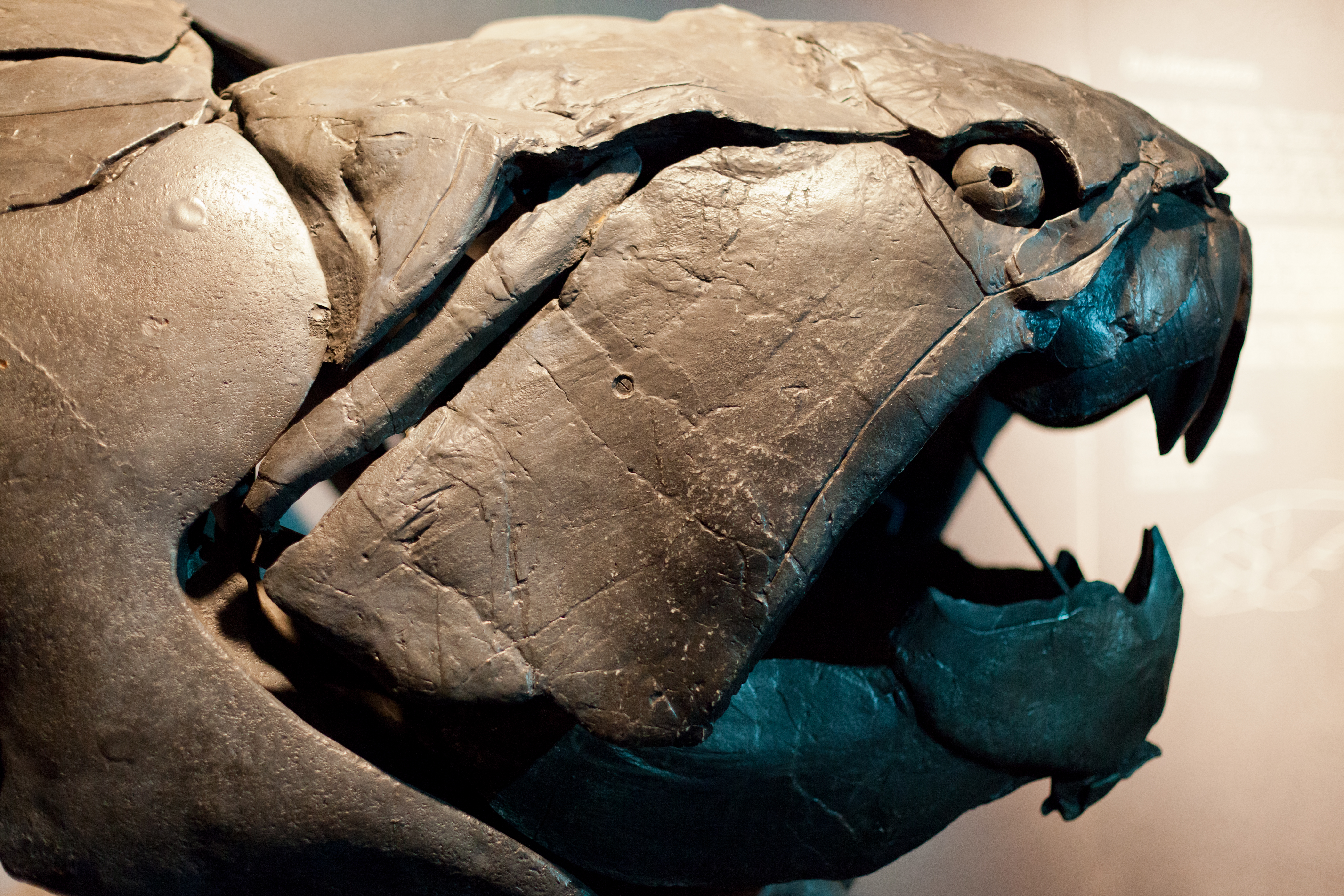
Côté droit d'un crâne de Dunkleosteus.

Dunkleosteus était le plus grand représentant des placodermes, une classe de poissons cuirassés. Les placodermes ont commencé à apparaître au Silurien et ont entièrement disparu pendant la transition du Dévonien au Carbonifère, ne laissant aucun descendant.
En raison de sa cuirasse naturelle et malgré sa puissance formidable, Dunkleosteus était probablement un nageur relativement lent. Il habitait probablement diverses zones d'eaux côtières, mais on ignore s'il était aussi en partie pélagique, c'est-à-dire s'il pouvait nager librement en haute mer. La fossilisation a eu tendance à ne préserver que les parties frontales, surtout cuirassées, des individus ; c'est pourquoi on ne sait pas exactement à quoi ressemblaient les parties arrière de ce poisson. Pour cette raison, leurs reconstitutions se fondent souvent sur les arthrodires qui sont apparentés mais plus petits.
Un crâne de Dunkleosteus figure dans les vitrines du musée d'Histoire naturelle de New York et au musée du Queensland à Brisbane, Queensland, ainsi qu'au Muséum national d'histoire naturelle de Paris.
Pour un poisson du Dévonien, Dunkleosteus était très évolué. Il ne possédait pas de vraies dents, mais deux paires de plaques gnathales, tranchantes comme des lames de rasoir, qui formaient un bec redoutable capable de trancher la chair et de broyer les os et même de briser pratiquement n'importe quoi d'organique. Après avoir étudié un modèle biomécanique des mâchoires de ce poisson, les chercheurs du musée Field d'Histoire naturelle et de l'Université de Chicago ont conclu que Dunkleosteus avait un pouvoir de morsure plus puissant que celui de n'importe quel poisson, supérieur même à celui des requins, y compris le grand requin blanc. Dunkleosteus pouvait exercer une pression allant jusqu'à 55 mégapascals[Passage contradictoire] à l'extrémité de sa bouche, ce qui le met au même rang que Tyrannosaurus rex et les crocodiles actuels quant à la puissance de la morsure. Dunkleosteus pouvait également ouvrir la bouche en un cinquantième de seconde, ce qui provoquait une succion puissante qui tirait la proie dans la profondeur de sa bouche, une technique pour capturer les proies réapparue chez un grand nombre de poissons téléostéens très avancés d'aujourd'hui.
La découverte de cuirasses de Dunkleosteus portant des marques de morsures non guéries suggère nettement qu'ils recouraient au cannibalisme quand l'occasion se présentait. Souvent, les fossiles de Dunkleosteus livrent des bols alimentaires comprenant des arêtes et des restes semi-digérés et partiellement mangés d'autres poissons. Tout cela indique qu'ils pouvaient de façon normale régurgiter les os de leurs proies plutôt que les digérer.
Pour certains, les placodermes tels que Dunkleosteus ont été supplantés dans la compétition évolutive par des poissons plus petits mais plus rapides, comme Cladoselache, le premier requin. C'est oublier que les prédateurs placodermes n'occupaient pas les mêmes niches écologiques que les premiers requins au cours du Dévonien. En fait, prétendre que Cladoselache était un poisson prédateur plus efficace que Dunkleosteus parce qu'il semble avoir été plus rapide que lui n'aurait pas plus de sens que d'affirmer que l'orque est un prédateur marin supérieur à l'espadon parce qu'il possède des dents.
Dunkleosteus, comme la plupart des autres placodermes, peut avoir aussi été parmi les premiers vertébrés à connaître une fécondation interne des œufs, semblable au processus moderne de viviparité qu'on observe chez quelques requins actuels. Le plus ancien dimorphisme sexuel connu caractérise Rhamphodopsis, placoderme ptyctodontide du Dévonien moyen, dont les mâles possédaient des organes externes de copulation, ce qui indique nettement des rapports sexuels avec intromission et fécondation interne. Ces organes sont des structures modifiées à la base des nageoires pelviennes et qui transmettent le sperme directement à l'intérieur de la femelle. Les femelles avaient de larges plaques basales pelviennes.
Des restes de Dunkleosteus ont été découverts dans des strates du Dévonien supérieur au Maroc, en Belgique, en Pologne et en Amérique du Nord.

## Taxonomie

### Historique

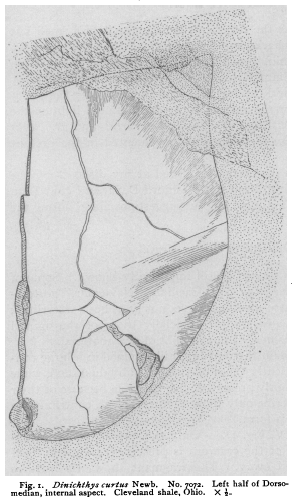
Ancienne reconstitution d'une plaque dorsale de Dunkleosteus.

Les premiers restes de Dunkleosteus sont découverts par le géologue Jay Terrell en 1867, près du lac Érié, au sein de la ville de Sheffield Lake, (Ohio).  Ils se compose d'un crâne partiel et d'une plaque de protection thoracique dorsale, détruite plus tard dans un incendie à Elyria. Après la découverte de plus de fossiles de l'animal, le géologue John Strong Newberry donné le nom de Dinichthys terrelli en 1873, en l'honneur du découvreur.
Le nom de genre Dunkleosteus sera nommé en 1956 en l'honneur de David Dunkle (en) (1911-1982), ancien conservateur de la paléontologie des vertébrés au Cleveland Museum of Natural History. L'espèce type D. terrelli a été initialement décrite en 1873 comme une espèce de Dinichthys, son épithète spécifique choisie en l'honneur de Jay Terrell, le découvreur du fossile.

### Liste d'espèces
Selon Paleobiology Database (25 septembre 2022) :
- † Dunkleosteus amblyodoratus Carr & Hlavin, 2010
- † Dunkleosteus belgicus Newberry, 1873
- † Dunkleosteus denisoni Kulczycki, 1957
- † Dunkleosteus magnificus Hussakof & Bryant, 1919
- † Dunkleosteus marsaisi Lehmann, 1956
- † Dunkleosteus missouriensis Branson, 1914
- † Dunkleosteus newberryi Clarke, 1885
- † Dunkleosteus raveri Carr & Hlavin, 2010
- † Dunkleosteus terrelli Newberry, 1873 (type, originellement classé dans Dinichthys)

### Publication originale
- J-P. Lehman, « Les arthrodires du Dévonien supérieur du Tafilalet (sud marocain) », Notes et Mémoires. Service Géologique du Maroc, Rabat, vol. 129,‎ 1956, p. 1–170 (ISSN 0369-1748).

## Culture populaire
Dunkleosteus a inspiré une créature de la licence de jeux vidéo Pokémon : Hydragon (Dracovish en anglais), à la mâchoire redoutable. 
Dunkleosteus est également présent dans le jeu Ark: Survival Evolved en tant que créature apprivoisable et chevauchable.